# Пресновский сельский округ (Северо-Казахстанская область)
Пресновский сельский округ (каз. Преснов ауылдық округі) — административная единица в составе Жамбылского района Северо-Казахстанской области Казахстана. Административный центр — село Пресновка.
Население — 6539 человек (2009, 7973 в 1999, 10670 в 1989).
В 2013 году в состав округа вошла территория ликвидированного Железненского сельского округа. Села Богатое и Лапушки были ликвидированы в 2013 году. В 2018 году было ликвидировано село Островка.

## Состав
В состав округа входят такие населенные пункты:
| Населенный пункт | Население, человек (1989) | Население, человек (1999) | Население, человек (2009) |
| ---------------- | ------------------------- | ------------------------- | ------------------------- |
| Богатое, село    | 288                       | 204                       | 89                        |
| Железное, село   | 894                       | 761                       | 570                       |
| Лапушки, село    | 200                       | 125                       | 58                        |
| Пресновка, село  | 8832                      | 6585                      | 5725                      |
| Островка, село   | 456                       | 298                       | 97                        |